# Набаван

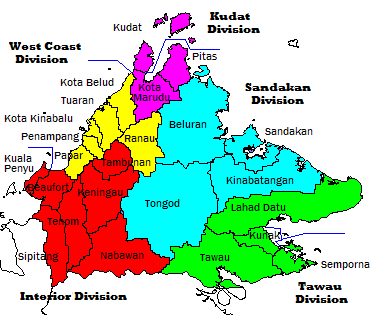
Округа Сабаха. Внутренняя область выделена красным цветом, район Набаван расположен в её южной части

Набаван (малайск. Nabawan) — город и одноимённый округ в составе малайзийского штата Сабах. Входит во Внутреннюю область.

## География
Город Набаван находится на высоте 300 м над уровнем моря. Расстояние до столицы Кота-Кинабалу составляет 192 км.

## Население
В 2000 году население Набавана составляло 23 890 человек.